# Jerzy Sychut
Jerzy Władysław Sychut (ur. 6 sierpnia 1948 w Poznaniu, zm. 22 listopada 2017) – działacz opozycji demokratycznej w PRL, od 1983 na emigracji w Szwecji.

## Życiorys
W 1967 został absolwentem technikum elektrycznego w Krakowie. Do 1976 był zatrudniony jako pracownik techniczny w teatrach na terenie całego kraju. W latach 1976–1981 był pracownikiem Wojewódzkiego Przedsiębiorstwa Handlu Wewnętrznego w Szczecinie. W sierpniu 1981 podjął pracę w ZR Pomorze Zachodnie.
W marcu 1968 był uczestnikiem demonstracji studenckiej w Lublinie. Od 1977 współpracował z Komitetem Samoobrony Społecznej „KOR”, był działaczem Ruchu Młodej Polski oraz Ruchu Obrony Praw Człowieka i Obywatela, w latach 1979–1980 był działaczem wolnych związków zawodowych, a w latach 1979–1983 Konfederacji Polski Niepodległej. W październiku 1980 został członkiem NSZZ „Solidarność”. Angażował się w wydawanie i kolportaż publikacji podziemnych, w tym był redaktorem niezależnego pisma „Komunikat”. Od 1978 był represjonowany przez władze PRL, w tym wielokrotnie zatrzymywany na 48 godzin i aresztowany. Od września do października 1982 internowany (ośrodek odosobnienia w Wierzchowie). Od 1982 pozostawał bez zatrudnienia. 20 marca 1983 wyemigrował do Szwecji, gdzie prowadził działalność opozycyjną wobec władz PRL.
W 2011 został odznaczony Krzyżem Oficerskim Orderu Odrodzenia Polski, lecz odmówił jego przyjęcia.
Uprawiał żeglarstwo.